# 李鹏下台嵌字诗
李鹏下台嵌字诗是一首刊登在1991年3月20日中国《人民日报》海外版第二版发表的一首诗。由于其中嵌入了“李鹏下台平民愤”七字而得到注意。
詩作名為《七律·元宵》，一共八句，每句七字。这首诗取首行的最末一字，次行倒数第二字，以此类推，直到第七行，其内容是“李鹏下台平民愤”。一说这个嵌入的句子和最后一句连成“李鹏下台平民愤，且待神州遍地春”，呈代表胜利的V字形。
一般认为，这首诗对当时中华人民共和国国务院总理李鹏的攻击，源于李鹏在此前六四天安门事件中的强硬立场。据《新闻自由导报》报道，这首诗是几个在美国加州洛杉矶附近的中国留学生在1990年创作并投稿的，一年之后发表。有一种说法说，作者的名字是“朱海洪”。之后因无法证明《人民日报》海外版的有关编辑有意为之，他们被按照“工作失误”低调处理。
《人民日报》海外版在国内读者不多。但有很多人听说了这件事，加上发表的时候正是中华人民共和国第七届全国人民代表大会第四次会议（1991年3月25日－4月9日）和中国人民政治协商会议第七届全国委员会第四次会议（1991年3月23日－4月4日）召开前夕，时机敏感，很多人传抄此诗。这首诗被广为流传，流传过程中产生了一些错误，如“人民育我胜万金”在有的版本成了显然不对的“人民有我胜万金”。《大纪元》轉載中央通訊社報道说，2002年9月14日李鹏访问菲律宾前夕，當地华侨刊登此诗作“欢迎”，用的就是“人民有我”。另外的分歧有“思故城”还是“思故国”等。
据《华夏文摘》报道，初稿嵌字为“李鹏下台才有光明”。